# 팔롬바라사비나
팔롬바라사비나(Palombara Sabina)는 이탈리아 라치오주 로마현에 위치한 코무네다.

## 주요 관광지
- 사벨리성: 로마 크레센티 가문의 일족인 오타비아니 가문이 11세기부터 건축한 성
- 아르젠텔라의 성 요한 수도원
- 산타마리아 안눈치아타 교회(14세기)
- 로마네스크 양식의 성 블라이세 교회(1101)
- 시골 로마네스크 양식의 성 미카엘 수도원